# Boguty-Milczki
Boguty-Milczki (prononciation : [bɔˈɡutɨ ˈmilt͡ʂki]) est un village polonais de la gmina de Boguty-Pianki dans le powiat d'Ostrów Mazowiecka de la voïvodie de Mazovie dans le centre-est de la Pologne.
Il se situe à environ 2 kilomètres au nord de Boguty-Pianki (siège de la gmina), 36 km à l'est d'Ostrów Mazowiecka (siège du powiat) et à 113 km au nord-est de Varsovie (capitale de la Pologne).

## Histoire
De 1975 à 1998, le village appartenait administrativement à la voïvodie de Łomża.